# Каземолино (Терамо)
Каземолино (итал. Casemolino) је насеље у Италији у округу Терамо, региону Абруцо.
Према процени из 2011. у насељу је живело 278 становника. Насеље се налази на надморској висини од 131 м.